# Laudo elétrico
Laudo Elétrico é o termo utilizado para designar o Laudo Técnico das Instalações Elétricas. O Laudo elétrico é um tipo de laudo pericial que trata dos aspectos técnicos envolvidos numa instalação elétrica.
O Laudo Elétrico é atualmente exigido no Brasil por diversas instâncias do poder público, por certificadoras e por companhias de seguro para atestar a conformidade das Instalações Elétricas residenciais, comerciais e industriais.
Alguns dos órgãos que podem exigir um Laudo Elétrico são:
- Ministério do Trabalho e Emprego, através da sua norma regulamentadora NR-10
- Corpo de Bombeiros
- Prefeitura Municipal
- Certificadoras ISO 18000
- Seguradoras
O Laudo Elétrico deve ser emitido por um Engenheiro Eletricista com base em inspeções e medições realizadas nas instalações elétricas, à luz dos requisitos estabelecidos pelas normas técnicas da ABNT (Associação Brasileira de Normas Técnicas).
As normas mais comuns que devem ser objeto de confrontação são: NBR 5410, NBR 14039, NBR 600439, NBR 5413, NBR 5419, NBR 60079.
Um Laudo Elétrico só tem validade legal se assinada por Engº Eletricista  no CREA e houver o recolhimento de uma ART - Anotação de Responsabilidade Técnica junto ao [CREA] - Conselho Regional de Engenharia e Arquitetura, conforme Decreto Federal n° 90.922/85. 
Como trata da Segurança que pode afetar a vida e o patrimônio das pessoas e empresas, apenas profissionais com larga experiência devem emitir um Laudo.
Um Laudo Elétrico deve considerar os aspectos técnicos (conformidade com as normas técnicas), jurídicos (Leis e normas), de proteção contra incêndio e de segurança aos trabalhadores e usuários de eletricidade.